# (7632) Stanislav
(7632) Stanislav est un astéroïde de la ceinture principale.

## Description
(7632) Stanislav est un astéroïde de la ceinture principale. Il fut découvert le 20 octobre 1982 à Naoutchnyï par Lioudmila Karatchkina qui l'a nommé ainsi en l'honneur du poète et écrivain ukrainien Stanislav Telniouk. Il présente une orbite caractérisée par un demi-grand axe de 2,23 UA, une excentricité de 0,09 et une inclinaison de 3,4° par rapport à l'écliptique.

## Compléments